# Mika Eichenholz
Mika Eichenholz, född 26 november 1960, är en svensk dirigent.
Eichenholz har studerat dirigering för Jorma Panula vid Sibelius-Akademin i Helsingfors. Han debuterade med Kungliga Filharmonikerna 1989 och vann samma år första pris i tävlingen Svenska dirigentpriset. Eichenholz är flitigt engagerad i stora delar av världen och har varit gästdirigent i bland annat Salzburg Mozarteum Orchestra, Israels Filharmoniska Orkester och Hamburger Symphoniker. Han var 2004–2005 director musices vid Lunds universitet.
I Sverige har Eichenholz ofta varit engagerad som operadirigent, bland annat på Göteborgsoperan, Värmlandsoperan och på Folkoperan i Stockholm. Mika Eichenholz har gjort ett stort antal skivinspelningar på EMI, Naxos och andra märken.